# 埃斯卡兰特陨击坑
埃斯卡兰特陨击坑(Escalante)是火星阿蒙蒂斯区的一座撞击坑，中心坐标位于北纬0.2度、西经244.7度处，直径79.3公里（49.3英里），其名称取自墨西哥天文学家弗朗西斯科·哈维尔·埃斯卡兰特·普朗卡特（1887年-1972年），1973年被国际天文联合会批准接受。
- 阿蒙蒂斯区地图，西北部是伊希斯大撞击盆地，埃斯卡兰特陨击坑就位于赤道上。

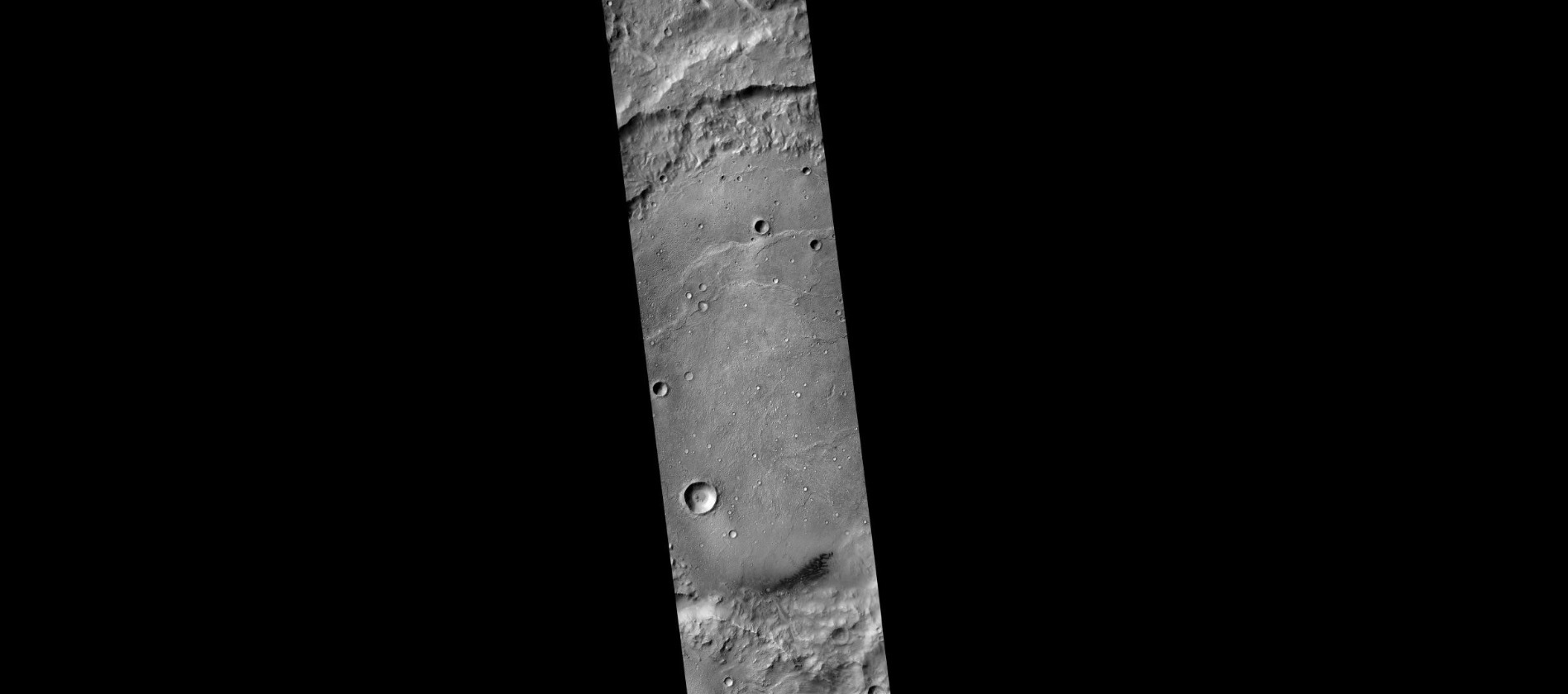
火星勘测轨道飞行器背景相机拍摄的埃斯卡兰特陨击坑，坑底附近可看到沙丘。
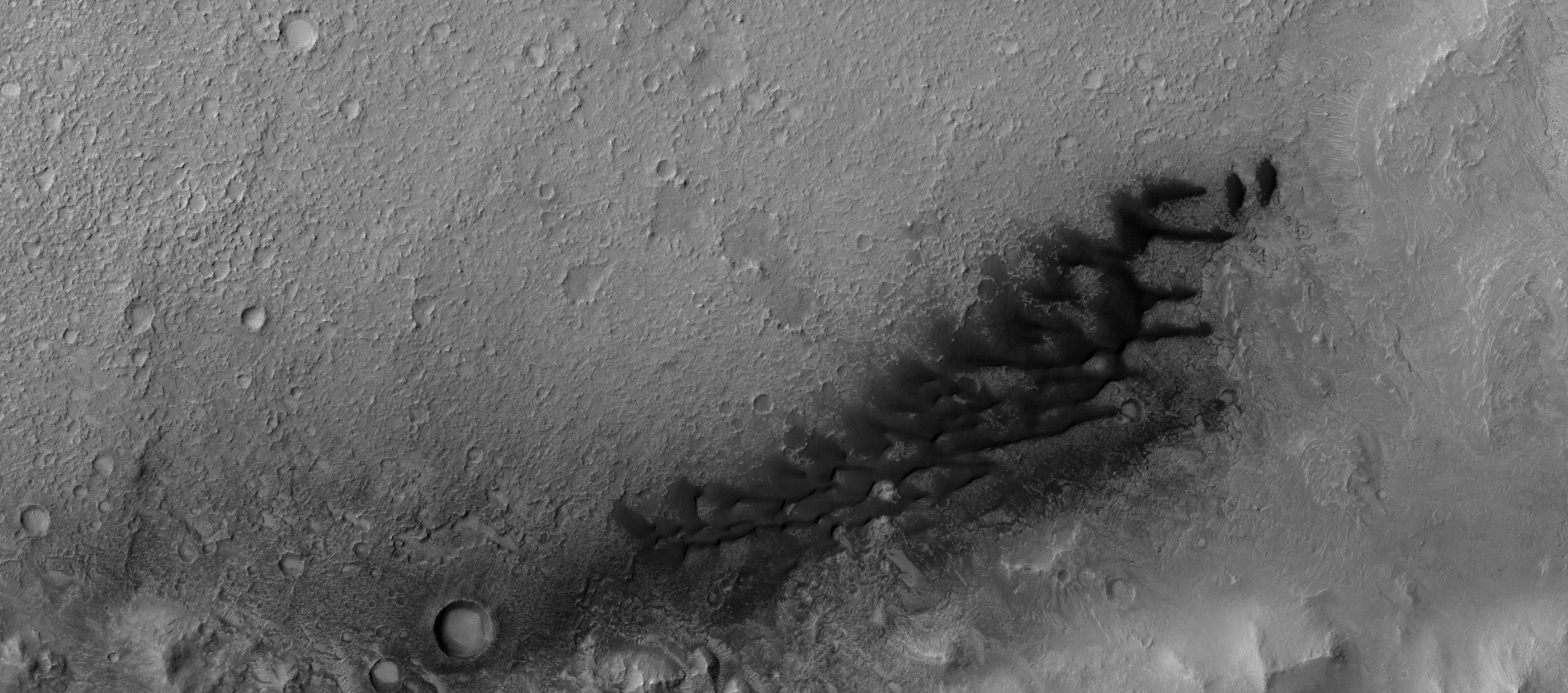
前一幅图像的放大。

撞击坑通常有一圈周围分布着喷射物的边缘，相比之下，火山口一般则没有边缘或喷射沉积物。越大的陨坑（直径大于10公里）常会有一座中心峰，这种中央峰是因撞击后坑底反弹所形成。如果测得了一座撞击坑的直径，其原始深度通过不同的比率来估计。由于这种关系，研究人员发现许多火星撞击坑中含有
大量物质，据信，其中大部分是不同气候时期沉积的冰积物。有时撞击坑会暴露出被掩埋的地层，地下深处的岩石被抛到地表。因此，撞击坑可向我们展示出地表深处的构成。

## 另请查看
- 火星气候
- 撞击坑
- 撞击事件
- 火星撞击坑
- 火星矿石资源
- 行星体系命名法